# ნ
Das Nar (ნ) ist der 13. Buchstabe des georgischen Alphabets. Der Buchstabe stellt den Laut [⁠n⁠] dar und wird im Deutschen mit dem Buchstaben N transkribiert.
Heute wird im Mchedruli-Alphabet nur noch das ნ verwendet. Im historischen Chutsuri-Alphabet gab es noch den Großbuchstaben Ⴌ; das kleingeschriebene Pendant dazu war das ⴌ.
Es war dem Zahlenwert 50 zugeordnet.

dekorativer Assomtawruli-Buchstabe: ნ (n), 12. Jahrhundert

## Zeichenkodierung
Das Nar ist in Unicode an den Codepunkten U+10DC (Mchedruli) bzw. U+10AC (Chutsuri-Großbuchstabe) und U+2D0C (Chutsuri-Kleinbuchstabe) zu finden.